# 城郊乡 (睢县)
城郊乡，是中华人民共和国河南省商丘市睢县下辖的一个乡镇级行政单位，
由原城隍乡与阮楼乡合并而成，环绕县城老城区所在的城关镇，已被部分城镇化。县政府与部分机关位于该乡。2022年7月21日，商丘市人民政府批复同意撤销城郊乡，设立凤城街道。

## 行政区划
城郊乡下辖以下地区：
李庄村、孟庄村、三里屯村、刘庄村、连池村、金庄村、汤庄村、万楼村、唐庄村、老关张村、付路嘴村、周庄村、姚寨村、田庄村、黄庄村、黄元村、北关村、辛屯村、马头村、王庄村、康河村、王楼村、黄堤村、张公台村、阮楼村、三里庄村、平楼村、袁庄村、蒋坟村、刘楼村、叶吉屯村、十里铺村、林店村、保庙村、汤庙村、郭庄村、董庄村、赵小庄村、徐大楼村、田楼村、魏堤口村和余庄村。